# 4-etil-2,4-dimetilhexano
El 4-etil-2,4-dimetilhexano es un alcano de cadena ramificada con fórmula molecular C10H22.
- Datos: Q5652269

1. ↑  Número CAS